# Đội tuyển Davis Cup Kazakhstan
Đội tuyển Davis Cup Kazakhstan đại diện Kazakhstan ở giải đấu quần vợt Davis Cup và được quản lý bởi Liên đoàn quần vợt Kazakhstan. Năm 2011, Kazakhstan tham gia Nhóm Thế giới lần đầu tiên sau khi giành chiến thắng trước Thụy Sĩ ở Play-off Nhóm Thế giới 2010. Sau chiến thắng ở vòng Một trước Cộng hòa Séc năm 2011, Kazakhstan giành suất ở Nhóm Thế giới ở Davis Cup 2012.  Họ thua ở vòng Một trước Tây Ban Nha, nhưng đánh bại Uzbekistan ở play-off, giúp họ được giữ lại Nhóm Thế giới năm 2013.  Năm 2013, họ đánh bại Áo ở vòng Một, nhưng thất bại trước Cộng hòa Séc ở tứ kết.

## Lịch sử
Kazakhstan lần đầu tiên tham gia Davis Cup vào năm 1995. Các vận động viên Kazakh trước đây từng đại diện cho đội tuyển Davis Cup Liên Xô.
Năm 2010, Kazakhstan thi đấu ở khu vực châu Á/Thái Bình Dương, đánh bại Hàn Quốc ở vòng Một, 5-0, và Trung Quốc ở vòng Hai, 4-1, để giành suất play-off Nhóm Thế giới. Sau đó Kazakhstan đánh bại Thụy Sĩ, 5-0, để giành suất ở Nhóm Thế giới năm 2011. Kazakhstan từng thi đấu Nhóm Thế giới ít nhất 4 năm sau đó.

## Đội hình hiện tại (2017)
- Mikhail Kukushkin
- Aleksandr Nedovyesov
- Dmitry Popko
- Andrey Golubev
- Timur Khabibulin